# 데스크톱 리눅스 컨소시엄
데스크톱 리눅스 컨소시엄(Desktop Linux Consortium, 줄여서 DLC)은 데스크톱 컴퓨터 상에서의 리눅스 컴퓨터 운영 체제의 사용 활성화를 촉진하고 홍보하고자 조직된 비영리 조직이다.
2003년 2월 4일 설립되었다. 오픈 소스 운동가인 브루스 프린즈(Bruce Prenes)가 대표로 활동하고 있으며 코드위버즈의 제리미 화이트(Jeremy White)가 회장으로 있다.

## 멤버
이 컨소시엄의 멤버는 다음과 같다.
- ArkLinux
- 코드위버즈
- 데비안
- DesktopLinux.com
- KDE
- Linux Professional Institute (LPI)
- 라이코리스 (기업)
- 리눅스 터미널 서버 프로젝트 (LTSP)
- 맨드레이크소프트, 이름이 맨드리바로 바뀐 바 있다.
- NeTraverse
- 오픈오피스
- Questnet (Support4Linux.com)
- 삼바
- theKompany
- openSUSE
- TransGaming Technologies
- TrustCommerce
- Xandros
- Ximian

## 같이 보기
- 데스크톱 리눅스